# Футбольний тренер року в Німеччині
Футбольний тренер року в Німеччині — індивідуальна нагорода, якою щорічно в Німеччині нагороджують тренера за видатний сезон. Тренера року обирають члени Асоціації німецьких спортивних журналістів (VDS) разом із спортивним журналом Kicker. Кандидатами можуть бути тренери в Німеччині та німецькі тренери за кордоном. Нагорода вручається з 2002 року. Клаус Топпмеллер був першим, хто здобув титул.
Найуспішнішими тренерами, кожен із яких отримав усього три нагороди, є Фелікс Магат, який був обраний тренером року тричі, та Юрген Клопп, який був визнаний тренером року у двох різних клубах. Клопп, тренуючи ФК «Ліверпуль», став першим володарем титулу як тренер іноземної команди. Першим володарем титулу, який на момент обрання не тренував клубну команду, був Юрген Клінсманн (2006). Першим, і поки що єдиним іноземним (не німцем) володарем титулу, є Луї ван Гал (2010).

## Володарі

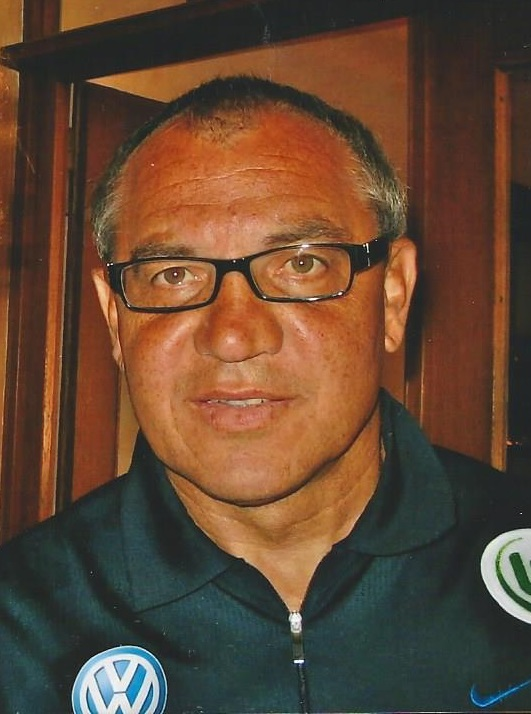
Фелікс Магат — один із двох рекордсменів, який на сьогодні має три нагороди

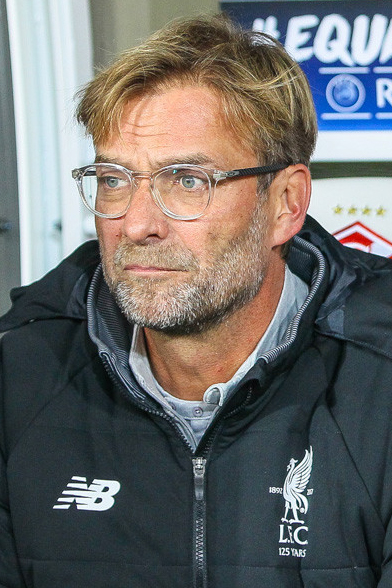
Один із двох рекордсменів, також володар трьох нагород — Юрген Клопп

| Рік      | Тренер            | Клуб/команда           | Місце / успіхи в попередньому сезоні                  |
| -------- | ----------------- | ---------------------- | ----------------------------------------------------- |
| 2002 рік | Клаус Топпмеллер  | Байєр 04 Леверкузен    | Віце-чемпіон, фіналіст Кубка, фіналіст Ліги Чемпіонів |
| 2003 рік | Фелікс Магат      | Штутгарт               | Віце-чемпіон                                          |
| 2004 рік | Томас Шааф        | Вердер (Бремен)        | Чемпіон, володар Кубка                                |
| 2005 рік | Фелікс Магат (2)  | Баварія (Мюнхен)       | Чемпіон, володар Кубка                                |
| 2006 рік | Юрген Клінсманн   | Збірна Німеччини       | Третє місце Чемпіонату Світу                          |
| 2007 рік | Армін Фе          | Штутгарт               | Чемпіон, фіналіст Кубка                               |
| 2008 рік | Оттмар Гіцфельд   | Баварія (Мюнхен)       | Чемпіон, володар Кубка                                |
| 2009 рік | Фелікс Магат (3)  | Вольфсбург / Шальке 04 | Чемпіон (Вольфсбург)                                  |
| 2010 рік | Луї ван Гал       | Баварія (Мюнхен)       | Чемпіон, володар Кубка, фіналіст Ліги Чемпіонів       |
| 2011 рік | Юрген Клопп       | Боруссія (Дортмунд)    | Чемпіон                                               |
| 2012 рік | Юрген Клопп (2)   | Боруссія (Дортмунд)    | Чемпіон, володар Кубка                                |
| 2013 рік | Юпп Гайнкес       | Баварія (Мюнхен)       | Чемпіон, володарі Кубку, переможець Ліги Чемпіонів    |
| 2014 рік | Йоахім Лев        | Збірна Німеччини       | Чемпіон світу                                         |
| 2015 рік | Дітер Гекінг      | Вольфсбург             | Віце-чемпіон, володар Кубка                           |
| 2016 рік | Дірк Шустер       | Дармштадт 98           | 14-й (Пониження)                                      |
| 2017 рік | Юліан Нагельсманн | Гоффенгайм 1899        | 4-й (Плей-офф Ліги чемпіонів / Ліга Європи)           |
| 2018 рік | Юпп Хайнкес (2)   | Баварія (Мюнхен)       | Чемпіон                                               |
| 2019 рік | Юрген Клопп (3)   | Ліверпуль              | Віце-чемпіон, переможець Ліги чемпіонів               |
| 2020 рік | Гансі Флік        | Баварія (Мюнхен)       | Чемпіон, володар Кубка, переможець Ліги Чемпіонів     |

## Таблиця лідерів

### Тренер
- Місце: вказує місце тренера в цьому рейтинговому списку. Місце визначається кількістю титулів. Якщо кількість титулів однакова, їх сортують за алфавітом.
- Ім'я та прізвище: ім'я та прізвище тренера.
- Кількість: зазначає кількість виграних титулів.
- Роки: вказує сезон(и), у якому тренер став тренером року з футболу.

| Місце | Ім'я та прізвище    | Кількість | Роки             |
| ----- | ------------------- | --------- | ---------------- |
| 1-2.  | Юрген Клопп         | 3         | 2011, 2012, 2019 |
| 1-2.  | Фелікс Магат        | 3         | 2003, 2005, 2009 |
| 3.    | Юпп Гайнкес         | 2         | 2013, 2018       |
| 4-14. | Гансі Флік          | 1         | 2020 рік         |
| 4-14. | Луї ван Гал         | 1         | 2010 рік         |
| 4-14. | Дітер Гекінг        | 1         | 2015 рік         |
| 4-14. | Оттмар Гіцфельд     | 1         | 2008 рік         |
| 4-14. | Юрген Клінсманн     | 1         | 2006 рік         |
| 4-14. | Йоахім Льов         | 1         | 2014 рік         |
| 4-14. | Джуліан Нагельсманн | 1         | 2017 рік         |
| 4-14. | Томас Шааф          | 1         | 2004 рік         |
| 4-14. | Дірк Шустер         | 1         | 2016 рік         |
| 4-14. | Клаус Топпмьоллер   | 1         | 2002 рік         |
| 4-14. | Армін Фе            | 1         | 2007 рік         |

### Команди
- Місце: вказує позицію клубу чи команди в цьому рейтинговому списку. Місце визначається кількістю титулів. Якщо кількість титулів однакова, їх сортують за алфавітом.
- Клуб/команда: вказує назву клубу чи команди.
- Кількість: зазначає кількість виграних титулів.
- Роки: вказує сезон(и), у якому тренери клубу чи команди стали тренером року з футболу.

| Місце | Клуб/команда        | Кількість | Роки                               |
| ----- | ------------------- | --------- | ---------------------------------- |
| 1.    | Баварія (Мюнхен)    | 6         | 2005, 2008, 2010, 2013, 2018, 2020 |
| 2-5.  | Боруссія (Дортмунд) | 2         | 2011, 2012                         |
| 2-5.  | Збірна Німеччини    | 2         | 2006, 2014                         |
| 2-5.  | Штутгарт            | 2         | 2003, 2007                         |
| 2-5.  | Вольфсбург          | 2         | 2009, 2015                         |
| 6-10. | Баєр 04             | 1         | 2002                               |
| 6-10. | Дармштадт 98        | 1         | 2016                               |
| 6-10. | Гоффенгайм 1899     | 1         | 2017                               |
| 6-10. | Вердер (Бремен)     | 1         | 2004                               |
| 6-10. | ФК Ліверпуль        | 1         | 2019                               |